# Swami Bhaskarananda Saraswati
Swami Bhaskarananda Saraswati (le 6e jour de la pleine lune de 1833-15 juillet 1899) est un célèbre sannyasin du 19e siècle et saint de Varanasi en Inde. Il erre pendant treize ans en Inde avant de s'installer à Anandabag, près de Durga Mandir, en 1868. C'est un érudit sanskrit et védique qui devient ascète de l'ordre de Dashanami Dandi sannyasin. De nombreux rois lui rendent visite pour demander conseil et il est également conseiller juridique auprès du Maharaja du Royaume de Kashi.

## Biographie

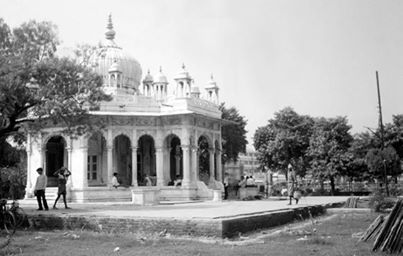
Mausolée en marbre blanc de Swami Bhaskarananda dans un jardin d'Ananda Bagh où vivait Bhaskarananda.

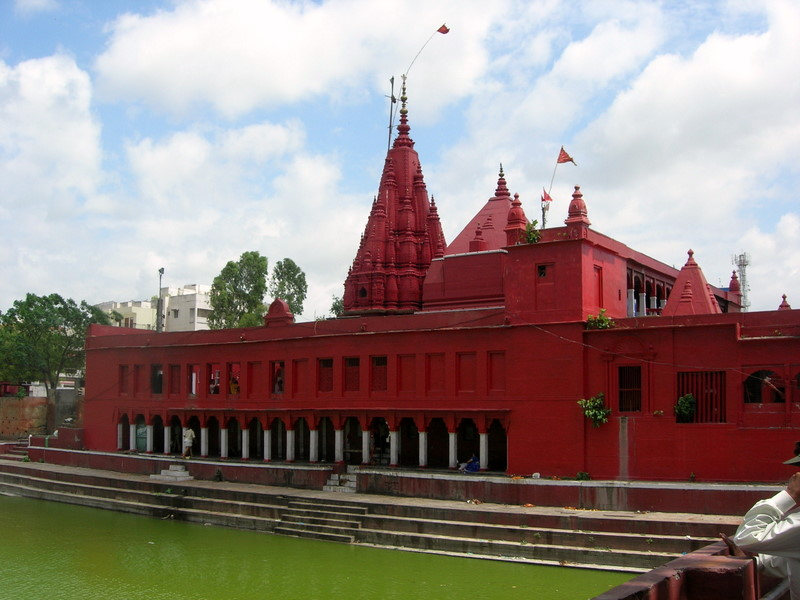
Durga Kund (étang) adjacente à la Durga Mandir, où Swami Bhaskarananda du samadhi temple se situe, Varanasi

Le nom pré-monastique de Swamiji est Matiram Misra. Né dans une famille de brahmanes dans le district de Kanpur, dans l’Uttar Pradesh, il est investi de l'Upanayana à l’âge de huit ans et se marie à l’âge de douze ans. De huit à dix-sept ans, c'est un étudiant diligent du sanskrit, couronné de succès. À dix-huit ans, il a un fils. De ce fait, il est, à son avis, libéré de toute obligation sociale supplémentaire. Ainsi, un jour, il disparaît de la maison de son père et se rend à pied à Ujjain, où il établit un temple de Shiva. Il poursuit ses études védantiques et commence également à pratiquer le yoga. Il voyage ensuite dans toutes les régions de l'Inde et se consacre à l'étude de la philosophie du védanta auprès de maîtres notables, dont le Pandit Anant Ram de Patna qui est à Haridwar à cette époque. Vers l'âge de 27 ans, il est initié à l'ordre sacré de Sannyâsa par Paramahamsa Swami Purnananda Saraswati de Ujjain et baptisé Swami Bhaskarananda Saraswati, un nom par lequel il est connu par la suite.
Pendant trente-cinq ans, Swami voyage en Inde, pratiquant toujours des tapas. De sa longue connaissance qu'il avait désirée, il s'installe pour le restant de sa vie dans la ville sacrée de Varanasi et des miracles de guérison lui sont attribués.
Aujourd'hui, son samadhi (sanctuaire) est situé à Durga Kunda, à côté de l'historique Durga Mandir à Varanasi, et est entretenu par un petit trust.

## Ses disciples
En 1893, la dernière année de son premier voyage en Inde, Alexandra David-Néel a étudié le yoga avec Swami Bhaskarananda qui vivait toute l'année dans une roseraie à Bénarès. Il était également réputé pour avoir des pouvoirs yoguiques et avait prévu sa propre mort. Bien que son influence ait touché toutes les couches de la société, la transformation du caractère de plusieurs pandas notoires provoqués par son influence mérite d'être mentionnée. Jang Bahadur, aussi connu comme le Maharaja Jung Bahadur Rana, le Roi du Népal et fondateur de la dynastie Rânâ du Népal, a écrit un opuscule sur Bhaskarananda. Ernest Binfield Havell (1864-1937), un ami proche de l’indianiste John George Woodroffe, lui était également dévoué.

## Dans la culture populaire
On trouve également une mention dans le carnet de voyage non-fictif de Mark Twain, intitulé En suivant l’équateur (1897), qui a rencontré Swami à Varanasi,,. Mis à part cela, un couple d’explorateurs américains, Fanny Bullock Workman et William Hunter Workman l’ont également rencontré au jardin d'Anand Bagh Palace (en).